# Sakura (queijo)
Sakura é um queijo de consistência mole, criado em Hokkaido, no Japão. É o primeiro queijo legítimo japonês, já que a maioria dos queijos são provenientes da Europa, Mediterrâneo. É similar à ricota.
É um queijo cremoso, branco, com sabor de folhas de cereja da montanha. Sakura significa "flor de cerejeira" em japonês.
Ganhou a medalha de ouro na Olimpíada de Queijos de Montanha, em Appenzell, Suíça, o que é um grande feito, já que os grandes favoritos são os queijos suíços, italianos e franceses. A medalha foi conquistada na categoria "queijos macios".